# دورنشتيتن
دورن اشتتن (بالألمانية: Dornstetten) هي بلدة، مدينة وبلدة ألمانية تقع في ألمانيا في Regierungsbezirk Karlsruhe. يقدر عدد سكانها بـ 8,097 نسمة .

## المدن التوأمة
مدينة Scey-sur-Saône-et-Saint-Albin هي مدينة توأمة لـدورن اشتتن.